# Collegio plurinominale Lazio 1 - 01 (2020)
Il collegio elettorale plurinominale Lazio 1 - 01 è un collegio elettorale plurinominale della Repubblica italiana per l'elezione della Camera dei deputati.

## Territorio
Come previsto dalla legge n. 51 del 27 maggio 2019, il collegio è stato definito tramite decreto legislativo all'interno della circoscrizione Lazio 1.
Il collegio comprende la zona definita dai tre collegi uninominali Lazio 1 - 01 (Roma Municipio I), Lazio 1 - 02 (Roma Municipio III) e Lazio 1 - 03 (Roma Municipio V) quindi il centro città e la zona nord-est di Roma.

## XIX legislatura

### Risultati elettorali
|                               | Fratelli d'Italia                                       | 155 525 | 27,51 | 1 | 206 680 | 36,55 | 2 |  |  |
|                               | Forza Italia                                            | 24 160  | 4,27  | – | 206 680 | 36,55 | 2 |  |  |
|                               | Lega per Salvini Premier                                | 24 146  | 4,27  | – | 206 680 | 36,55 | 2 |  |  |
|                               | Noi Moderati                                            | 2 849   | 0,50  | – | 206 680 | 36,55 | 2 |  |  |
|                               | Partito Democratico - Italia Democratica e Progressista | 132 867 | 23,50 | 2 | 186 818 | 33,04 | 1 |  |  |
|                               | Alleanza Verdi e Sinistra                               | 29 018  | 5,13  | 1 | 186 818 | 33,04 | 1 |  |  |
|                               | +Europa                                                 | 22 068  | 3,90  | – | 186 818 | 33,04 | 1 |  |  |
|                               | Impegno Civico – Centro Democratico                     | 2 865   | 0,51  | – | 186 818 | 33,04 | 1 |  |  |
|                               | Movimento 5 Stelle                                      | 79 226  | 14,01 | – | 79 226  | 14,01 | – |  |  |
|                               | Azione - Italia Viva                                    | 61 468  | 10,87 | 1 | 61 468  | 10,87 | – |  |  |
|                               | Unione Popolare                                         | 12 729  | 2,25  | – | 12 729  | 2,25  | – |  |  |
|                               | Italexit                                                | 7 645   | 1,35  | – | 7 645   | 1,35  | – |  |  |
|                               | Italia Sovrana e Popolare                               | 6 768   | 1,20  | – | 6 768   | 1,20  | – |  |  |
|                               | Vita                                                    | 2 357   | 0,42  | – | 2 357   | 0,42  | – |  |  |
|                               | Alternativa per l'Italia (PdF - Exit)                   | 1 096   | 0,19  | – | 1 096   | 0,19  | – |  |  |
|                               | Partito della Follia Creativa                           | 616     | 0,11  | – | 616     | 0,11  | – |  |  |
| Totale                        | Totale                                                  | 565 403 | 100   | 5 | 565 403 | 100   | 3 |  |  |
|                               |                                                         |         |       |   |         |       |   |  |  |
| Voti non validi               | Voti non validi                                         | 15 796  | 2,72  |   |         |       |   |  |  |
| Votanti                       | Votanti                                                 | 581 199 | 64,83 |   |         |       |   |  |  |
| Elettori                      | Elettori                                                | 896 514 |       |   |         |       |   |  |  |
|                               |                                                         |         |       |   |         |       |   |  |  |
| Data: 25 settembre 2022       |                                                         |         |       |   |         |       |   |  |  |
| Fonte: Ministero dell'interno |                                                         |         |       |   |         |       |   |  |  |

### Eletti

#### Eletti nei collegi uninominali
Eletti nella coalizione di centro-destra (FdI - Lega - FI - NM)
     Eletti nella coalizione di centro-sinistra (PD-IDP - AVS - +E - IC-CD)
| Collegio uninominale  | Eletto | Eletto           | Partito             |
| --------------------- | ------ | ---------------- | ------------------- |
| 1. Roma Municipio I   |        | Paolo Ciani      | Democrazia Solidale |
| 2. Roma Municipio III |        | Simonetta Matone | Lega                |
| 3. Roma Municipio V   |        | Fabio Rampelli   | Fratelli d'Italia   |

#### Eletti nella quota proporzionale
| Fratelli d'Italia  | Partito Democratico-IDP       | Azione - Italia Viva | Alleanza Verdi e Sinistra |
| ------------------ | ----------------------------- | -------------------- | ------------------------- |
|                    |                               |                      |                           |
| Federico Mollicone | Nicola Zingaretti Andrea Casu | Roberto Giachetti    | Filiberto Zaratti         |

1. ↑  Dimissionario in data 09.07.2024 (incompatibile con la carica di europarlamentare). Lo stesso giorno gli subentra Patrizia Prestipino.